# Авіаційне шоу

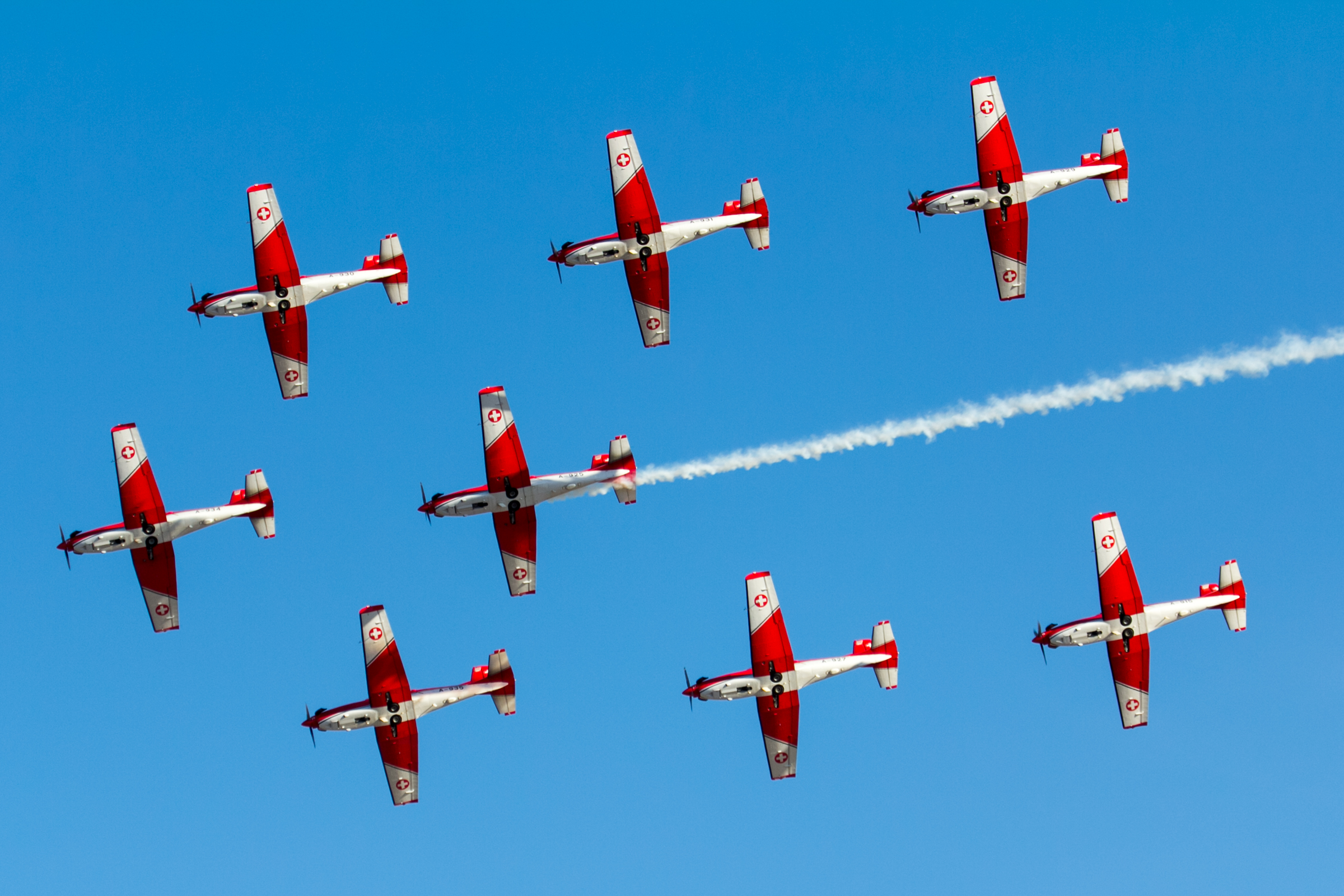
Авіаційне шоу на Мальті

Авіаці́йне шо́у (авіашо́у) (англ. Air show) — показ авіаційної техніки та можливостей управління літаками на спеціально організованій події.

## Історія
Після Першої світової війни досвідчені льотчики-винищувачі прагнули продемонструвати свої нові навички. Багато американських пілотів стали виступати в літаючих цирках, гастролюючи по невеликим містам по всій країні та демонструючи свої польотні навички та організовуючи перевезення пасажирів. Пізніше ці льотчики стали об'єднуватися, щоб проводити організованіші авіашоу. Авіаційні шоу переміщалися по всій країні, показуючи повітряні гонки та акробатичні трюки. Грошові призи збільшували конкуренцію серед пілотів і конструкторів і значно прискорювали прогрес. Амелія Ергарт була, можливо, найпопулярнішою з учасників численних авіашоу. Вона була також першою жінкою, яка ставила рекорди на зразок перельоту через Атлантику і Ла-Манш.